# Paul Reuter

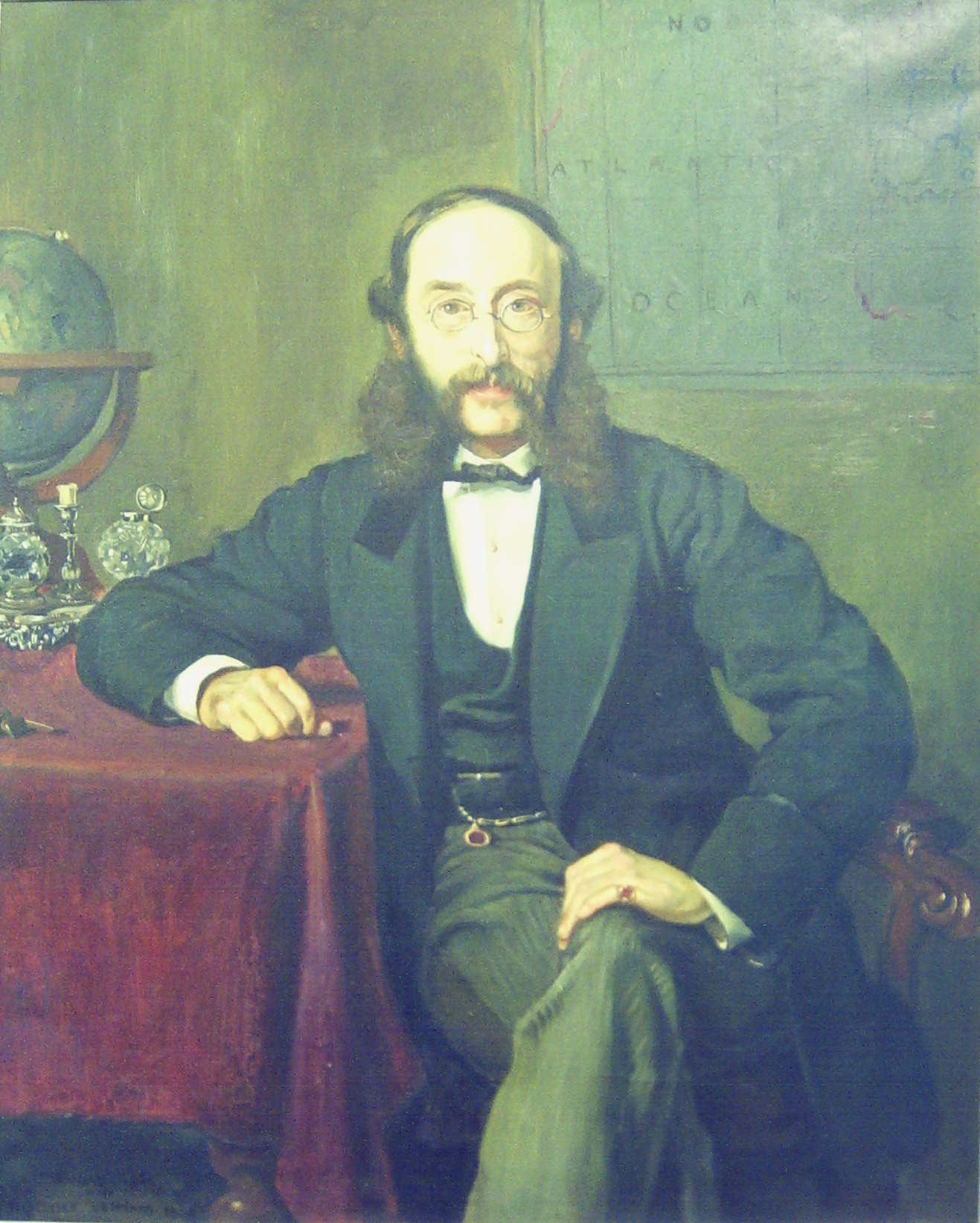
Paul Reuter el 1869, per Rudolf Lehmann.

Paul Julius Freiherr von Reuter,baró de Reuter (Kassel, 21 de juliol de 1816 – Niça, 25 de febrer de 1899), fou un periodista i empresari de la comunicació alemany, pioner de la telegrafia i de la cobertura de notícies. Va fundar l'agència de notícies Reuters, que des de 2008 és part del conglomerat de Thomson Reuters.

## Biografia
Nascut com a Israel Josafat a Kassel (Alemanya), el seu pare, Samuel Levi Josaphat, era rabí. La seva mare era Betty Sanders. A Göttingen, Reuter va conèixer Carl Friedrich Gauß, que estava experimentant amb la transmissió de senyals elèctrics a través de cable.
El 29 d'octubre de 1845 es va traslladar a Londres, on es fa dir Julius Josaphat. El 16 de novembre de 1845 es va convertir al cristianisme en una cerimònia en la capella luterana de Sant Jordi de Londres i va canviar el seu nom pel de Paul Julius Reuter. Una setmana més tard, a la mateixa capella, es va casar amb Ida Maria Elizabeth Clementine Magnus de Berlín, filla d'un pastor luterà.
Exempleat de la banca, el 1847 es va convertir en soci de Reuter and Stargardt, una editorial de Berlín. La distribució de pamflets radicals de l'empresa en l'inici de la Revolució de 1848 pot haver centrat l'escrutini oficial de Reuter. Després d'aquest any va marxar a París i va treballar en l'agència de notícies de Charles-Louis Havas, la futura Agence France-Presse. A mesura que va evolucionar la telegrafia, Reuter va fundar la seva pròpia agència de notícies a Aquisgrà transferint missatges entre Brussel·les i Aquisgrà amb coloms missatgers i vinculant, així, Berlín i París. Més ràpids que el tren postal, els coloms van donar a Reuter un accés més ràpid a les notícies financeres de la borsa de París. Finalment els coloms van ser reemplaçats per un enllaç de telègraf directe. Aquell moment es construïa una línia de telègraf entre la Gran Bretanya i Europa, motiu pel qual Reuter es va traslladar a Londres i va llogar una oficina a prop de la borsa de Londres. El 1863 va erigir en privat un enllaç telegràfic amb Crookhaven, el punt més llunyà del sud-oest d'Irlanda. A prop de Crookhaven, els vaixells procedents d'Amèrica van dur notícies des del mar. Aquests peces informatives eres recollides per Reuters i telegrafiades directament a Londres, arribant molt abans que els vaixells arribessin a Cork.

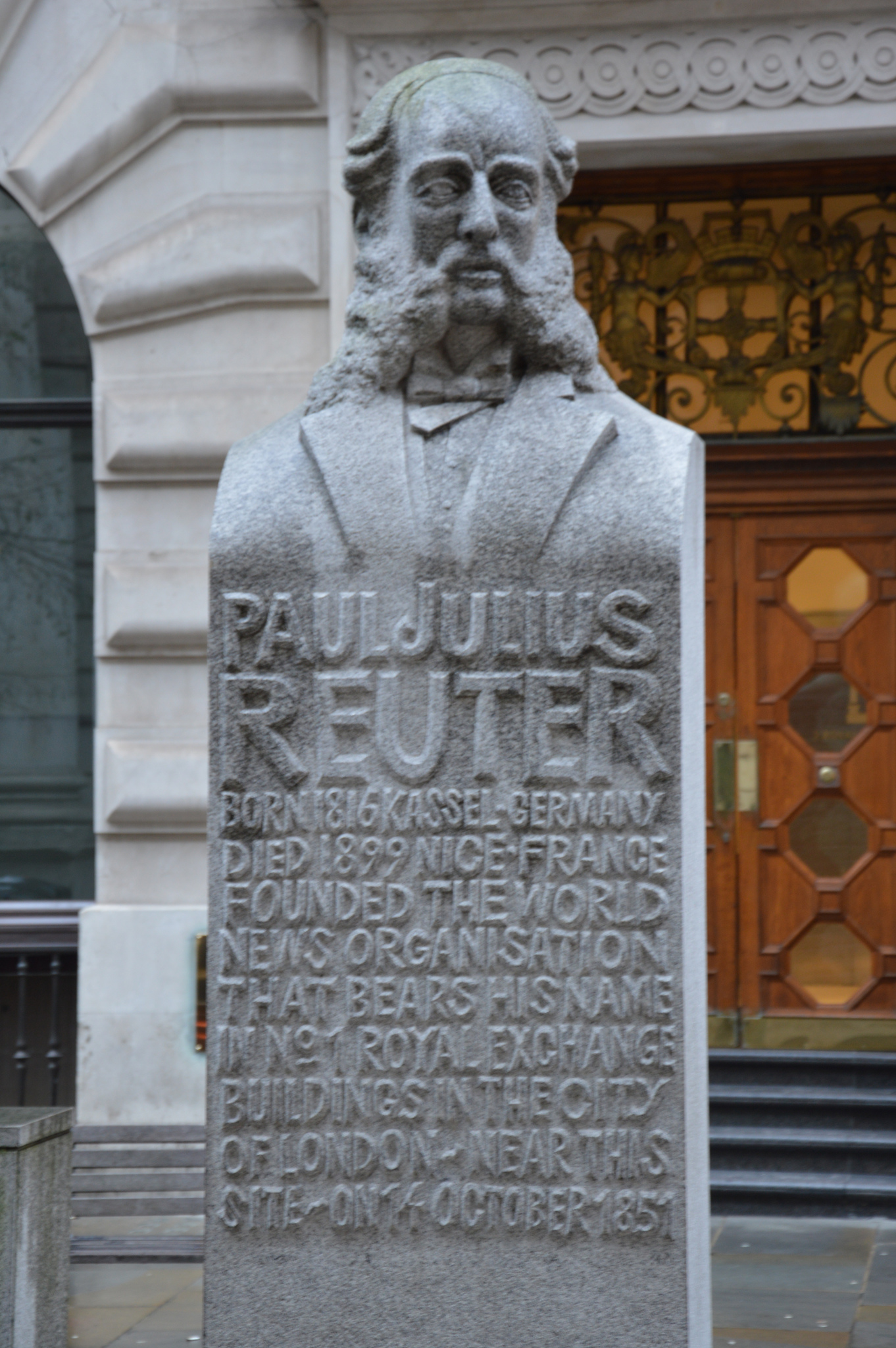
Estàtua de Paul Reuter en la City de Londres

El 1872, Nàssir-ad-Din Xah Qajar, el xa d'Iran, va signar amb Reuter una concessió per vendre tots els ferrocarrils, canals, la majoria de les mines, tots els boscos del govern i totes les futures indústries de l'Iran. George Nathaniel Curzon ho va anomenar "el lliurament més complet i extraordinari de la totalitat dels recursos industrials d'un regne en mans estrangeres que mai s'hagi somiat". La concessió Reuter va ser denunciada immediatament per tots els estaments empresarials, el clergat i els nacionalistes de Pèrsia, i es va veure obligar a cancel·lar-lo ràpidament.
El 17 de març de 1857, Reuter es va naturalitzar com a ciutadà britànic. El 7 de setembre de 1871, el duc de Saxònia-Coburg-Gotha va conferir una baronia (Freiherr) a Julius Reuter. El títol va ser més tard "va ser confirmat per la reina Victòria com a atorgament dels privilegis de la noblesa a Anglaterra".
Reuter va tenir tres fills: Herbert, segon baró de Reuter (succeït pel seu fill Hubert com a tercer baró), George Reuter i Alfred Reuter. Clementine Maria, una de les seves filles, es va casar amb el comte Otto Stenbock, i després de la mort Stenbock, amn Sir Herbert Chermside, un governador de Queensland. George va tenir dos fills, Oliver, quart baró de Reuter, i Ronald Reuter. L'últim membre de la família, Marguerite, baronessa de Reuter, vídua del quart baró i neta política de Paul Julius Reuters, va morir el 25 de gener de 2009, a l'edat de 96.
Paul Julius Reuter va morir el 1899 a Villa Reuter, Niça, França. Va ser enterrat al West Norwood Cemetery, al sud de Londres.
Reuter va ser retratat per Edward G. Robinson al biopic de Warner Bros. a A Dispatch from Reuter's (1941).
L'agència de notícies Reuters va commemorar el 100è aniversari de la mort del seu fundador per llançar un premi universitari a Alemanya.